# Lithiumfluorid
Lithiumfluorid (LiF), das Lithiumsalz der Fluorwasserstoffsäure, bildet farblose, weiß aussehende, nur wenig wasserlösliche Kristalle. Hydrate des Lithiumfluorids sind nicht bekannt.

## Herstellung
Die Herstellung von Lithiumfluorid erfolgt durch Umsetzung einer wässrigen Lithiumhydroxid- oder Lithiumcarbonatlösung mit Fluorwasserstoff und anschließender Aufkonzentrierung und Trocknung.
{\displaystyle {\ce {LiOH + HF -> LiF + H2O}}}
{\displaystyle {\ce {Li2CO3 + 2HF -> 2LiF + H2O + CO2 ^}}}

## Eigenschaften

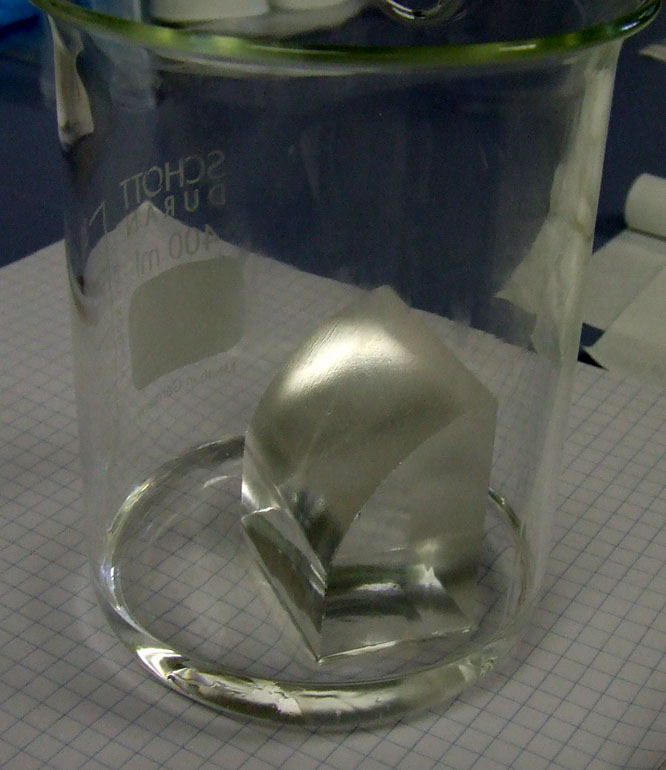
Lithiumfluorid LiF Einkristall

Lithiumfluorid kristallisiert in der Natriumchlorid-Struktur (KZ = 6) in der Raumgruppe Fm3m (Raumgruppen-Nr. 225) mit dem Gitterparameter a = 402,6 pm. Die Löslichkeit in Wasser beträgt nur 1,3 g/l. Lithiumfluorid ist in Wasser nur wenig löslich, da die Gitterenergie größer als die Hydratationsenergie ist. Wässrige Lösungen reagieren leicht alkalisch (pH 8). Weiterhin bildet es keine Hydrate, wie sie von den anderen Lithiumhalogeniden bekannt sind.
Aufgrund der kleinen Ionenradien des Lithiumkations und des Fluoridanions besitzt Lithiumfluorid eine sehr hohe Gitterenergie von 1034 kJ/mol. Dies bedingt die hohen Schmelz- und Siedepunkte des Salzes. Die Standardbildungsenthalpie von Lithiumfluorid beträgt ΔHf0 = −620 kJ/mol.
Es besitzt eine hohe Durchlässigkeit für elektromagnetische Strahlung im Infrarotbereich, im sichtbaren Licht und im Ultraviolett. Ein 8 mm dicker Einkristall aus Lithiumfluorid lässt für Wellenlängen von 140 nm bis 6000 nm mehr als 60 % der Strahlung hindurch.
Lithiumfluorid bildet mit Calciumfluorid ein Eutektikum mit der Zusammensetzung 80,5 Molprozent LiF und 19,5 Molprozent CaF2, das bei 769 °C schmilzt.

## Verwendung
Einkristalle von Lithiumfluorid können in IR-Spektrometern als Prismen oder in der Röntgenspektroskopie als Monochromatorkristall eingesetzt werden. In der Aluminiumherstellung kann Lithiumfluorid in Elektrolysebädern verwendet werden. Lithiumfluoridkristalle können in Strahlungsdetektoren für ionisierende Strahlung, speziell in Thermolumineszenzdosimetern, eingesetzt werden. Hierzu wird oft nur das Salz aus dem Isotop 6Li dotiert mit Kupfer verwendet.